# Satakunnan Derby

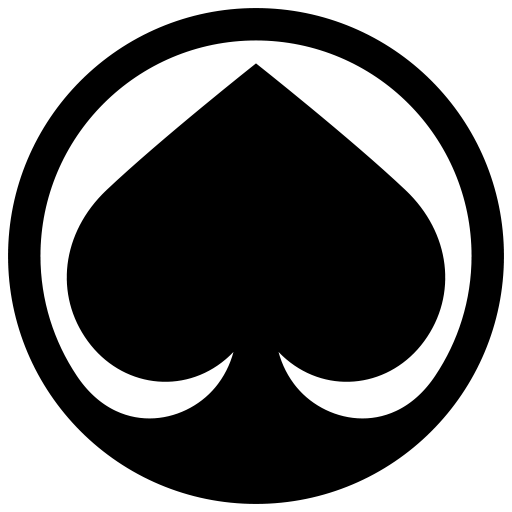
Porin Ässät
Rauman Lukko

Satakunnan Derby ist der Name für Eishockeyspiele zwischen der Vereinen Porin Ässät und Rauman Lukko in der Liiga. Lukko und Ässät werden in derselben Gruppe platziert, was bedeutet, dass sie in einer Liiga-Saison sechs Spiele gegeneinander spielen. Beide Teams nehmen auch am Pitsiturnaus teil. Ässät und Lukko trafen dreimal in den Playoffs aufeinander (1992, 1995 und 2018) und bestritten insgesamt fünf Spiele. Ässät hat alle fünf gewonnen.

## Geschichte

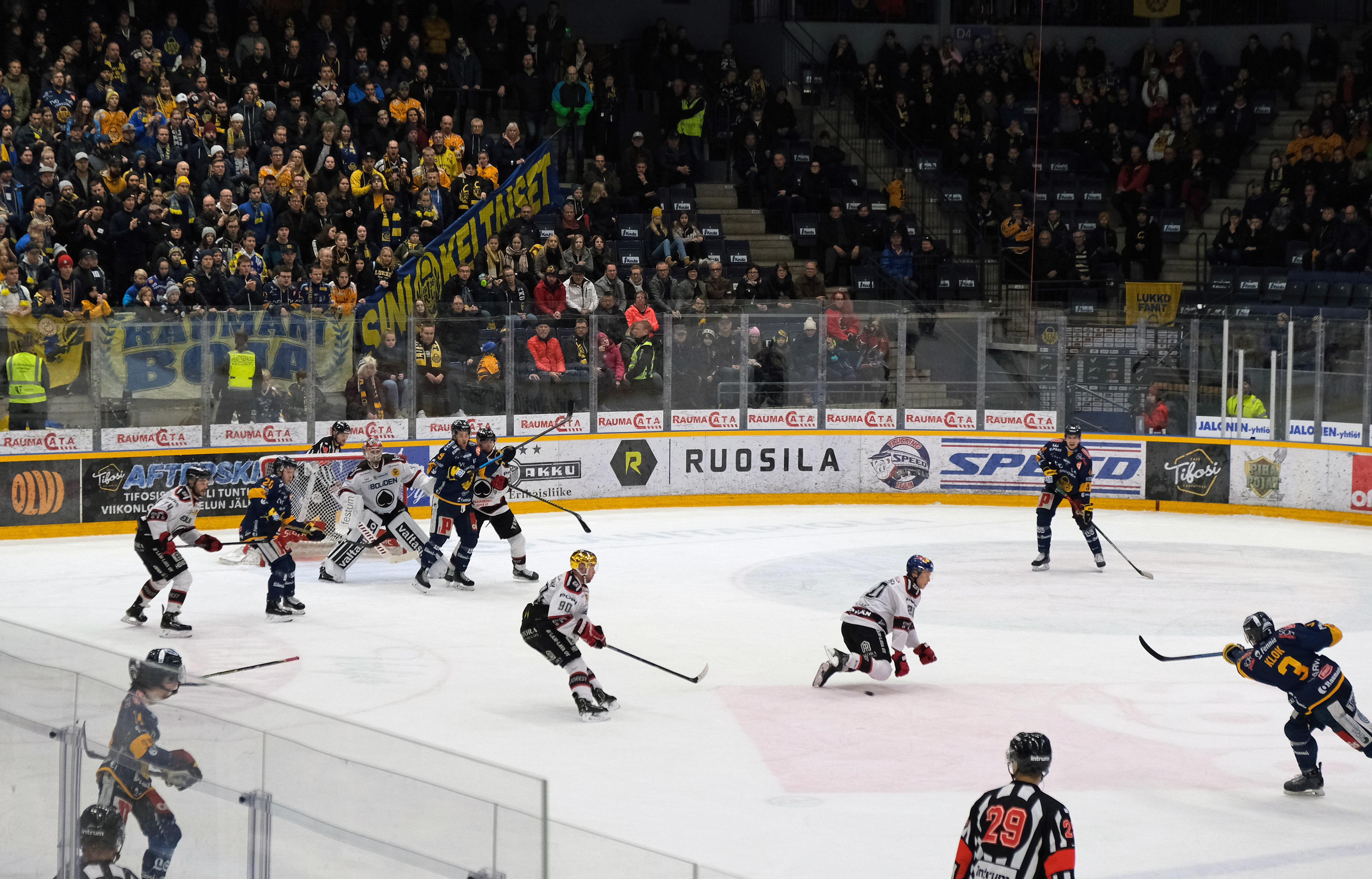
Lukko gegen Ässät im Jahr 2019

- 12. Januar 1978, Ässät besiegte Lukko mit 17:3. Ässät gewann in dieser Saison die Meisterschaft, während Lukko den letzten Platz belegte.[7]
- In der Saison 1994–1995 trafen Ässät und Lukko am 1. April 1995 im Spiel um die Bronzemedaille in der Eishalle von Rauma aufeinander. Ässät besiegte Lukko 0–3.[8][9]
- In der Saison 2008–2009 trafen nach dem erneuerten Ligasystem der 11. Lukko und der 12. Ässät in den Playout-Spielen nach der regulären Saison in der zweiten Runde aufeinander, für dessen Sieger die Saison endete und dessen Verlierer sich noch zusätzlich gegen den Meister aus der Mestis für den Ligaerhalt durchsetzen musste. Lukko gewann die Serie mit 3:1 und Ässät ging in die SM-liiga-Qualifikation gegen Mestis-Meister Vaasan Sport.[10] Nach dem siebten Spiel gelang es Ässät nur knapp, seinen Platz in der SM-Liiga zu halten.[11]
- Während der Playoffs 2018 trafen Ässät und Lukko in der ersten Runde aufeinander. Ässät gewann das erste Spiel mit 2:1 und das zweite Spiel mit 3:2 in der Verlängerung, wodurch Ässät in die nächste Runde vorrückte.[12][13]
- Am 29. Februar 2020 wurde Otto Kivenmäki im Satakunnan-Derby schwer verletzt, als Lukkos David Němeček ihn am Kopf traf.[14]